# Underground Arrows
Gli Underground Arrows furono un gruppo musicale italiano legato al periodo del revival mod e sixties degli anni '80.

## Storia
1979-1992: Underground Arrows
Formati nel 1979 dal chitarrista Roberto Falsetti, gli Underground Arrows autoprodussero il loro primo 7" nel 1984 su marchio Stand On Records, suonando nei circuiti mod con tour in Austria e Spagna.
Nel 1986 pubblicarono per la londinese Unicorn Records uno split album con i The Threads intitolato The Phase III Mod Bands, al quale seguì No Chance To Escape (Unicorn Records/Mantra Records).
La band subì innumerevoli cambi di formazione, arrivando nel 1988 al loro primo album intitolato Alive Today con un sound che mescolava Rhythm and blues, beat, 2 tone ska e punk rock.
Dopo gli Underground Arrows
Nel 1996 l'etichetta Banda Bonnot pubblicò un album di greatest hits intitolato In With The In-Crowd, mentre nel 2010, l'etichetta inglese Paisley Archive pubblicò una nuova raccolta intitolata The Collection 1982 - 1992.

## Discografia

### Album
- 1988 - Alive Today

### Singoli ed EP
- 1984 - Generational Disease
- 1986 - The Phase III Mod Bands split con The Threads
- 1987 - No Chance To Escape

### Raccolte
- 1996 - In With The In-Crowd
- 2010 - The Collection 1982 - 1992